# Rivière de Puvirnituq
Rivière de Puvirnituq är ett vattendrag i Kanada.   Det ligger i provinsen Québec, i den östra delen av landet, 1 600 km norr om huvudstaden Ottawa. Rivière de Puvirnituq ligger vid sjön Lac Isurtuaruq.
Trakten runt Rivière de Puvirnituq består i huvudsak av gräsmarker. Trakten runt Rivière de Puvirnituq är nära nog obefolkad, med mindre än två invånare per kvadratkilometer.